# Contigliano
Contigliano là một đô thị ở tỉnh Rieti trong vùng Latium, có khoảng cách khoảng 60 km về phía đông bắc của Roma và cách khoảng 8 km về phía tây của Rieti. Tại thời điểm ngày 31 tháng 12 năm 2004, đô thị này có dân số 3.432 người và diện tích là 53,5 km².
Contigliano giáp các đô thị: Casperia, Colli sul Velino, Cottanello, Greccio, Montasola, Rieti.